# Burgstall Brungershausen

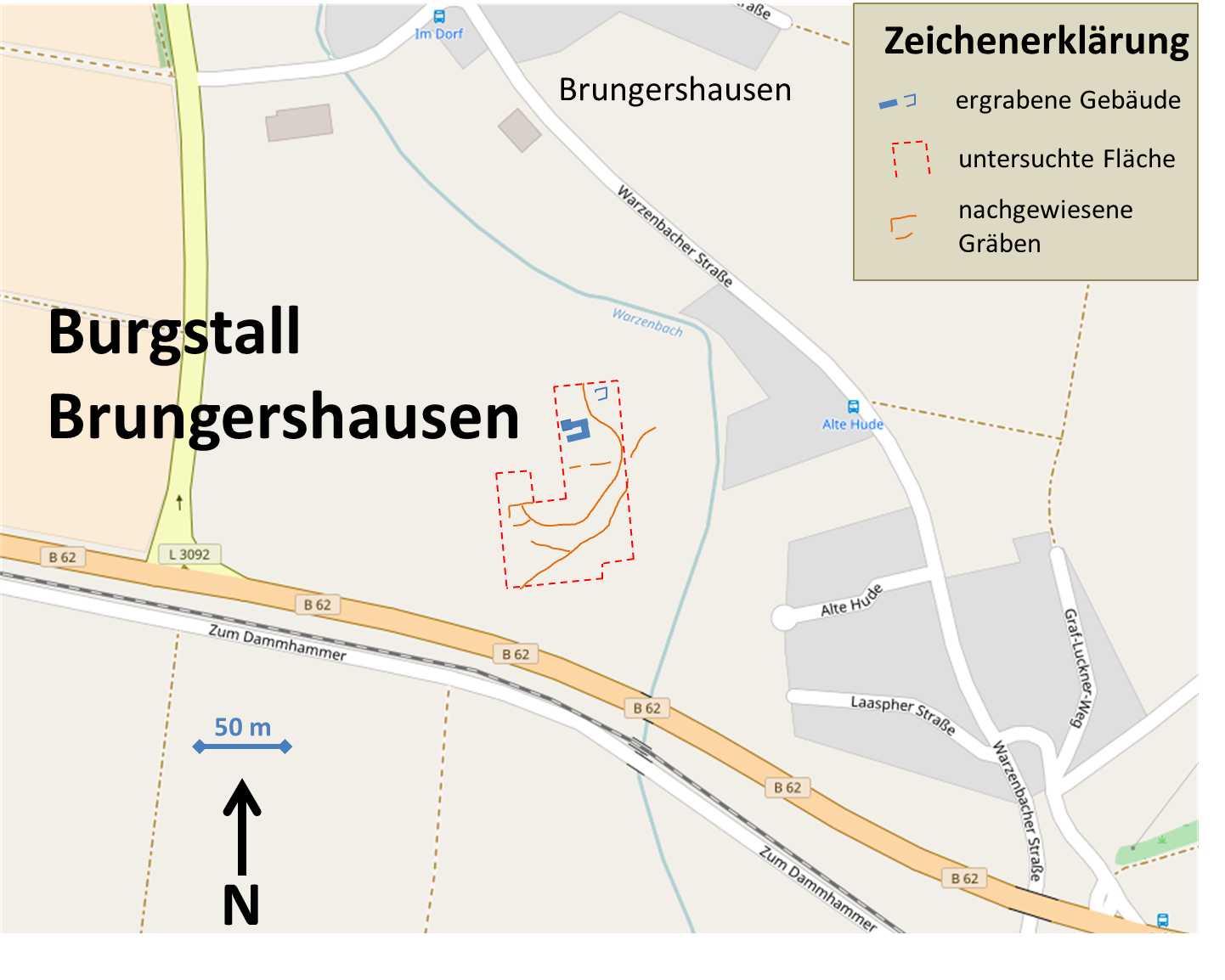
Lage und Untersuchungsergebnisse von 1996

Die Burgstall Brungershausen ist eine abgegangene Niederungsburg bei dem Ortsteil Brungershausen der Gemeinde Lahntal im Landkreis Marburg-Biedenkopf in Hessen.

## Lage
Die Burg befand sich dicht westlich der heutigen Ortslage in der Flur Heinwaldsfeld. In diesem Bereich fließt der Warzenbach in einem Bogen von Norden kommend um das Burggelände, östlich des Baches befindet sich die Flur Altehude. Das Burgareal wird noch landwirtschaftlich genutzt als Acker und Weidefläche.
Auf einer alten Flurkarte von 1845 deutet sich die Burgstelle durch eine auffallend sumpfige Stelle an, die der damalige Kartenzeichner markierte.

## Befund
Die Gesamtanlage hatte eine Größe von etwa 3000 m², sie bestand aus Gräben, Mauern, Steingebäude und einem massiven Turm. Bei der geborgenen Keramik überwiegen Funde des 10. bis 13. Jahrhunderts, es handelt sich um einen helltonigen, unter Sauerstoffzufuhr hart gebrannten Typ Irdenware, in der Mehrzahl in der Kugeltopfform, deren Farbspektrum von Hellbraun über Gelb bis Grau und Weiß variiert. Spätmittelalterliches Keramikmaterial des späten 13. bis 15. Jahrhundert trat bisher nicht in Erscheinung, was auf ein frühes Ende der Burganlage bereits im 13. Jahrhundert hindeutet.

## Geschichte
Die Burg wurde im 8. Jahrhundert erbaut und im 10. und 13. Jahrhundert ausgebaut.
Eine Durchsicht der mittelhessischen Archivalien (z. B. Urkunden der Klöster Caldern, Haina, Georgenberg und der Marburger Klöster) brachte Hinweise auf eine nach dem Ort benannte Adelsfamilie: In einer 1254 ausgestellten Urkunde des Klosters Caldern von Graf Widekind von Battenberg wird als Zeuge ein Gerlach von Brungershausen notiert. Aus der Urkunde kann jedoch nicht zweifelsfrei geschlossen werden, ob dieser Gerlach ein Adeliger oder bäuerlichen Standes war.
1992 wurde ein quadratisches Turmfundament entdeckt. Von der ehemaligen Burganlage sind noch Geländespuren erhalten.
1995 wurde am Vorgeschichtlichen Seminar der Universität Marburg die studentische „Forschungsgruppe Brungershausen“ ins Leben gerufen. Ziel ist die Erforschung der erst 1992 auf einem Luftbild entdeckten Burgwüstung. Bisher wurde die Burganlage mit Hilfe der Oberflächenbegehung, der geoelektrischen und geomagnetischen Prospektion untersucht. Die Vermessung unter Einsatz eines Lasertachymeters ermöglichte die Erstellung eines dreidimensionalen Geländemodells mit der genauen Lage der Burg im Gelände. Die Analyse der Keramik ergab eine zeitliche Einordnung teils ins 8. bis 9. Jahrhundert, teils ins 10. bis 13. Jahrhundert. Ergebnis der Analyse diverser Luftbilder, der Bearbeitung der Oberflächenfunde und der geophysikalischen Prospektion ist die Ansprache des Befundes als Burganlage mit einem in Stein gefertigten Turm mit umliegenden Steingebäuden, Gräben und Mauerzügen.